# 1625

## Родени
- 8 юни – Джовани Доменико Касини, италиански астроном и инженер

## Починали
- Вилем Схаутен, холандски мореплавател